# 撒丁岛历史

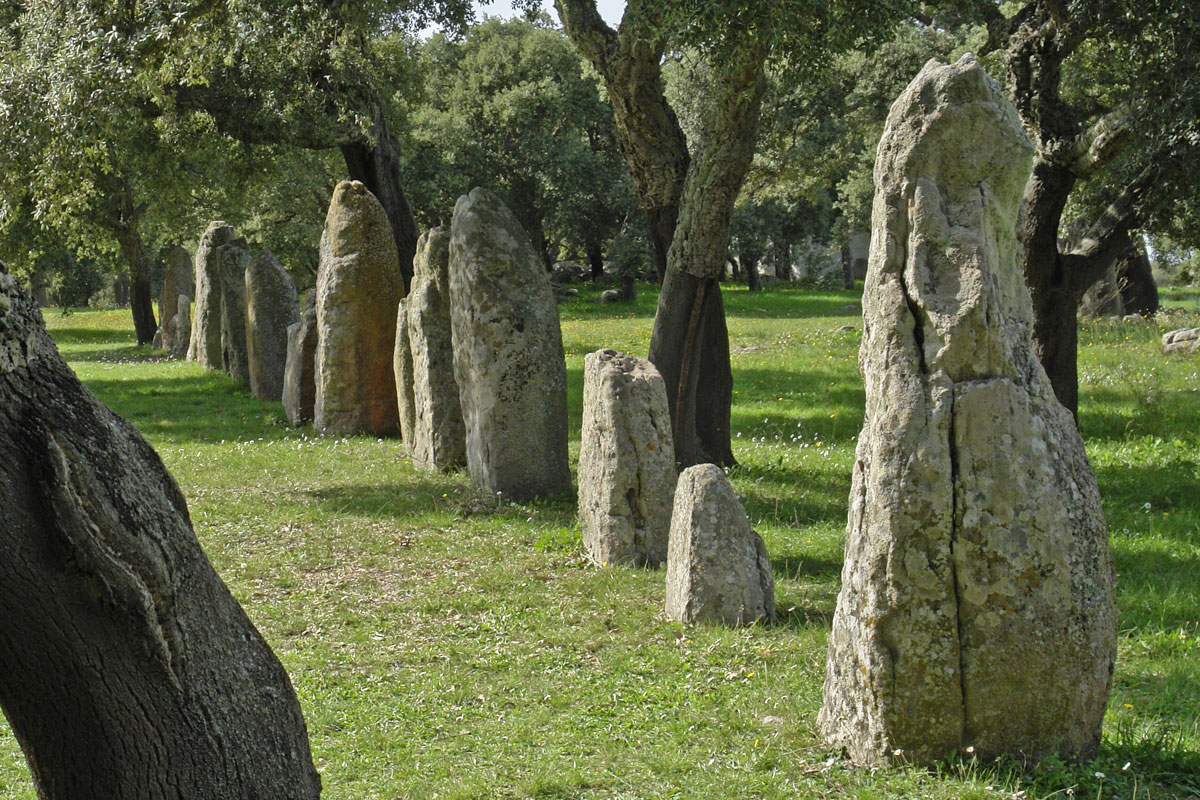
Pranu Muttedu的竖形纪念碑

考古学证明史前人类在撒丁岛上的定居点，是一种点在土地上的塔形小屋和其他史前遗迹。记录中撒丁岛的历史起源于古典时期，在它和试图掌控地中海西部贸易的腓尼基人和罗马人联系时。最初，作为腓尼基的殖民地，是政治经济联盟管辖下的城市，在第一次布匿战争（公元前238年）中被罗马占领。撒丁岛隶属于科西嘉岛与撒丁岛的罗马行省，而且长达几个世纪，包括在第3世纪和第4世纪，當時屬於意大利的suburbicaria教区。
中世纪早期，在欧洲民族大迁徙中，西地中海人和撒拉森人的袭击的影响下，西羅馬帝国陷落，撒丁岛不再在更高政府影响范围内。这导致了8世纪到10世纪里，数个被称为吉乌帝卡提（Giudicati）的土著王国诞生。在教皇的影响下衰落，撒丁岛成为热那亚和比萨、科穆尼（comuni）和斯戈诺里（Signorie）、吉乌帝卡提土著王国和阿拉贡王国竞争的焦点，1324年，被归入到撒丁岛王国范围内，直到1718年，被萨伏依王朝攻占，1861年，成为意大利王国，并最终在1946年成为意大利共和国的一部分。

## 史前历史

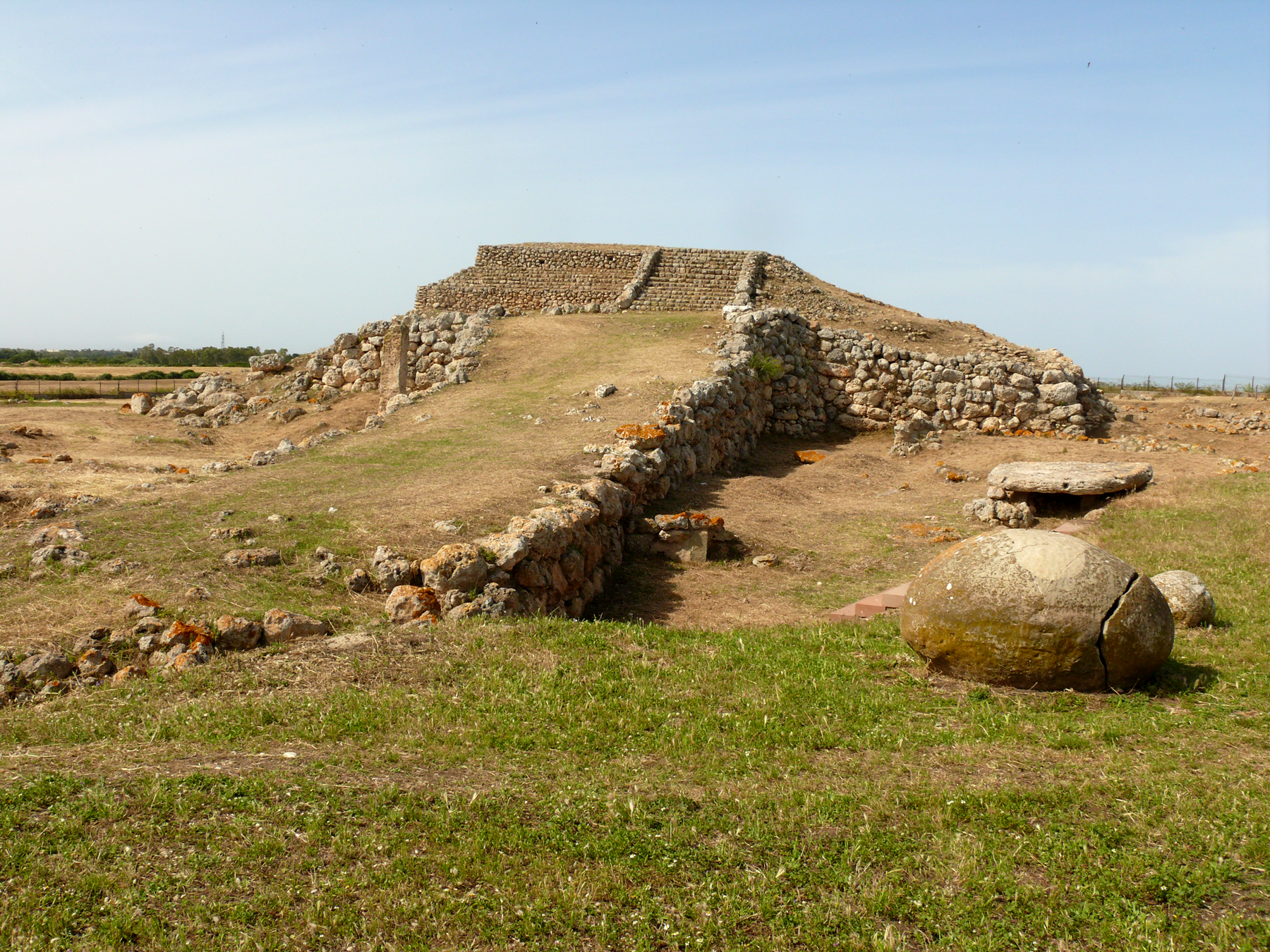
史前蒙特·达科迪神殿 Monte d'Accoddi, 可能是意大利最古老的建筑。

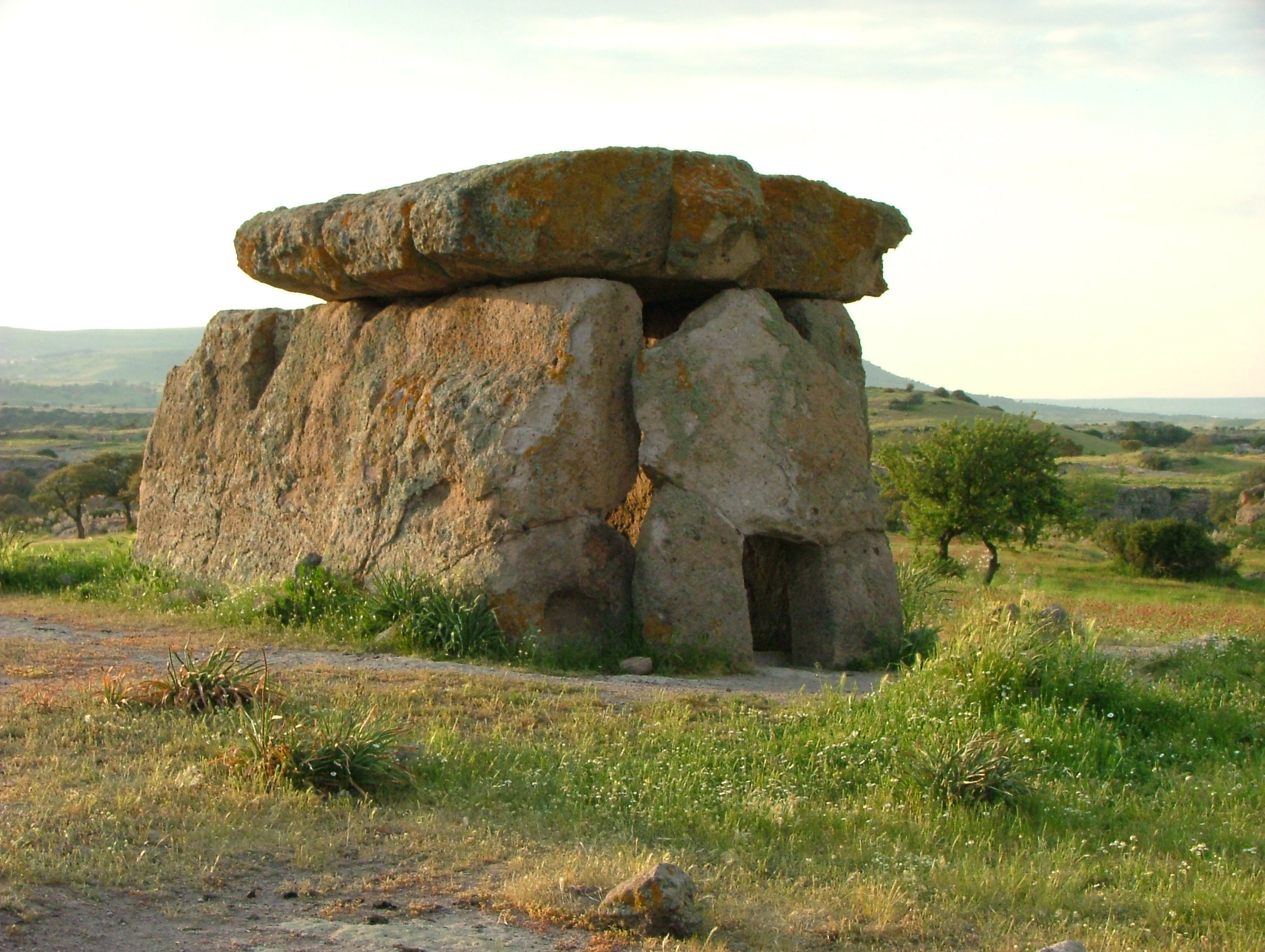
莫里斯的石墓，可追溯到公元前3000世纪

撒丁岛最古老的人类痕迹可追溯到850万年前，发现了山猿化石即史前灵长类动物时算起。1979年，在那里发现了公元150,000年前的人类骸骨。2004年，在鲁古多罗的山洞中找到的人类指骨，可追溯到公元250,000年前。
现代人在上旧石器时代期间出现在岛上，因为奥列娜附近的科尔贝杜洞里，发现了可追溯到公元18000年前的趾骨。
石器时代，蒙特阿里奇山丘（Monte Arci）起了重要作用。古老的火山是发现用作切割工具和箭头的黑曜石的中心地带之一。迄今，在山的边缘地带还能找到火山玻璃。
撒丁岛的新石器时代伴随着“贲文化”，开始于公元前4000年。而后，如新时期时代后期的奥齐耶里文化、红铜时代的阿贝尔祖-腓力戈萨和蒙特·克拉罗文化等重要文化与巨石文化的出现，在岛上得以同期发展。
公元前3000年末期的墓石文化，以及其他西欧典型物质方面（如钟形杯文化）的文化传入撒丁岛沿海地带甚至到达西西里岛，并从那到达整个地中海盆地。
史前和前努拉吉時代的遗迹和建筑，使撒丁岛景观具备亚纳斯的住所（Domus de Janas，撒丁岛语：仙女或女巫的房屋）、竖石纪念碑雕像（Statue menhir）和墓石的特征。
撒丁岛前努拉吉時代文化年表：
- 贲陶器（Cardium Pottery）或费列斯特鲁文化（Filiestru culture）(6000-4000BC)

- Bonu Ighinu culture (公元前4000−前3400年 )

- 圣西里艾克文化San Ciriaco culture (公元前3400−前3200 年)

- 奥齐耶里文化（公元前3200-前2700年）

- 阿贝尔祖-腓力戈萨文化（公元前2700-前2400年）

- 蒙特·克拉罗文化（公元前2400-前2100年）

- 钟形杯文化（公元前2100-前1800年）

- 邦纳纳罗文化（Bonnanaro culture）(公元前1800-前1600年)

## 古典时代

### 努拉吉时代

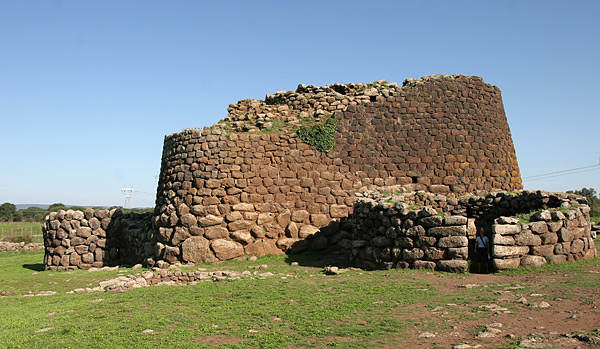
努拉吉

史前撒丁岛上超过8,000个名为“努拉吉”的石质结构是主要特色。最著名的就是中坎皮达诺省的巴鲁米尼努拉喜综合体（complex of Barumini）。努拉吉主要建于公元前1800-前1200年，但大多在罗马时期才开始使用。这一时期的特征是教堂（如圣克里斯蒂娜、萨尔达拉）和巨人墓。
众所周知，撒丁岛人与在西地中海贸易的迈锡尼人相联系。并和克里特的大城，如科多尼亚有所联系，这在撒丁岛考古挖掘中复原的陶器得以证实。还与舍尔丹人，这支入侵埃及和其他东地中海地区的沿海人有关联，卡利亚里大学教授乔万尼·尤佳斯称。但这一假设已遭其他考古学家和历史学家反驳。
撒丁岛的名称源自撒都斯（在罗马人中为撒都斯·佩特），努拉吉众神中的神话英雄。

### 腓尼基殖民

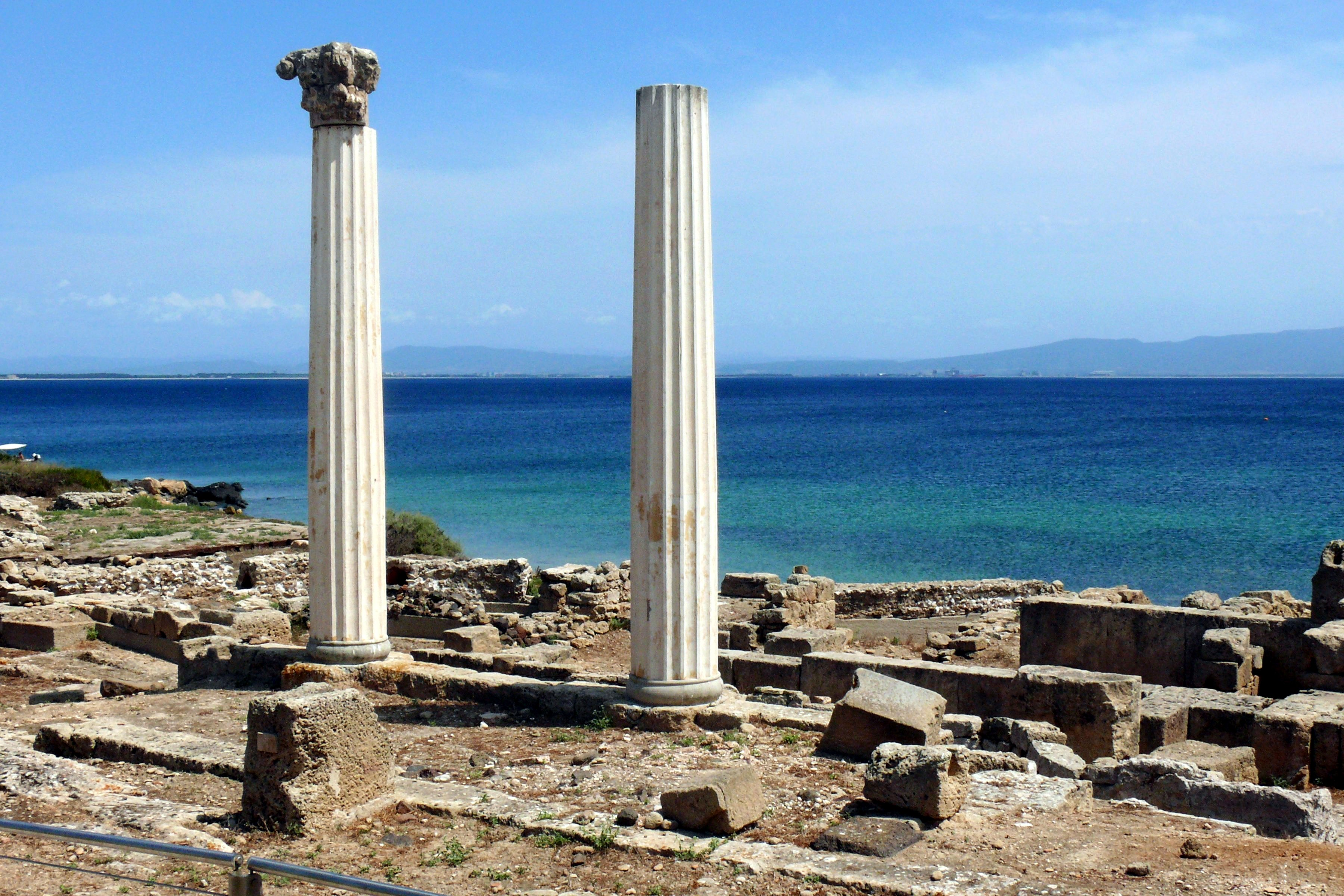
萨罗斯的腓基尼镇

自公元前8世纪以来，腓尼基人在撒丁岛西南部建立了数个城市和据点。如萨罗斯（Tharros）、比西亚（Bithia）、苏尔奇斯、诺拉、卡利亚里（Cagliari）。最初的腓尼基人来自现在的黎巴嫩，并在地中海建立了巨大的贸易网。他们在西南沿海地带定居。撒丁岛具有特殊的地位，因它是迦太基、西班牙、罗纳河、伊特鲁里亚文明区域间的西地中海中心。伊格莱夏斯附近的矿区因铅和锌变得极其重要。这些城市都建在战略点上，通常位于伊特鲁利亚附近的半岛或岛上，易于防守，也是天然的港口。腓尼基人之后，约在公元前550年，迦太基人接管统治了地中海。他们将影响力扩张到从博萨到卡利亚里的西岸和南岸，第一次将遍及西地中海为数众多的腓尼基殖民地巩固到一个帝国的统治之下。这些城市由被称为“士师”的全权大使管理，加剧了粮食谷物增长的紧张局势。

### 罗马帝国
公元前240年，在第一次布匿战争期间，岛上迦太基的雇佣兵向罗马人发动起义，并给罗马人登陆和占领撒丁岛的机会。数年前罗马人曾在离海的奥尔比亚打败过迦太基人，并攻占了苏尔西。公元前238年，罗马人所向披靡，攻占了整个岛屿。他们接管了现有成熟的基础设施和城市文化（ 至少在平原地带）。连同科西嘉岛一起，撒丁岛在一位长官执政下建成了省。与之一起的还有西西里岛，建成了罗马的主要谷仓之一，直到公元前1世纪，罗马人占领埃及时。

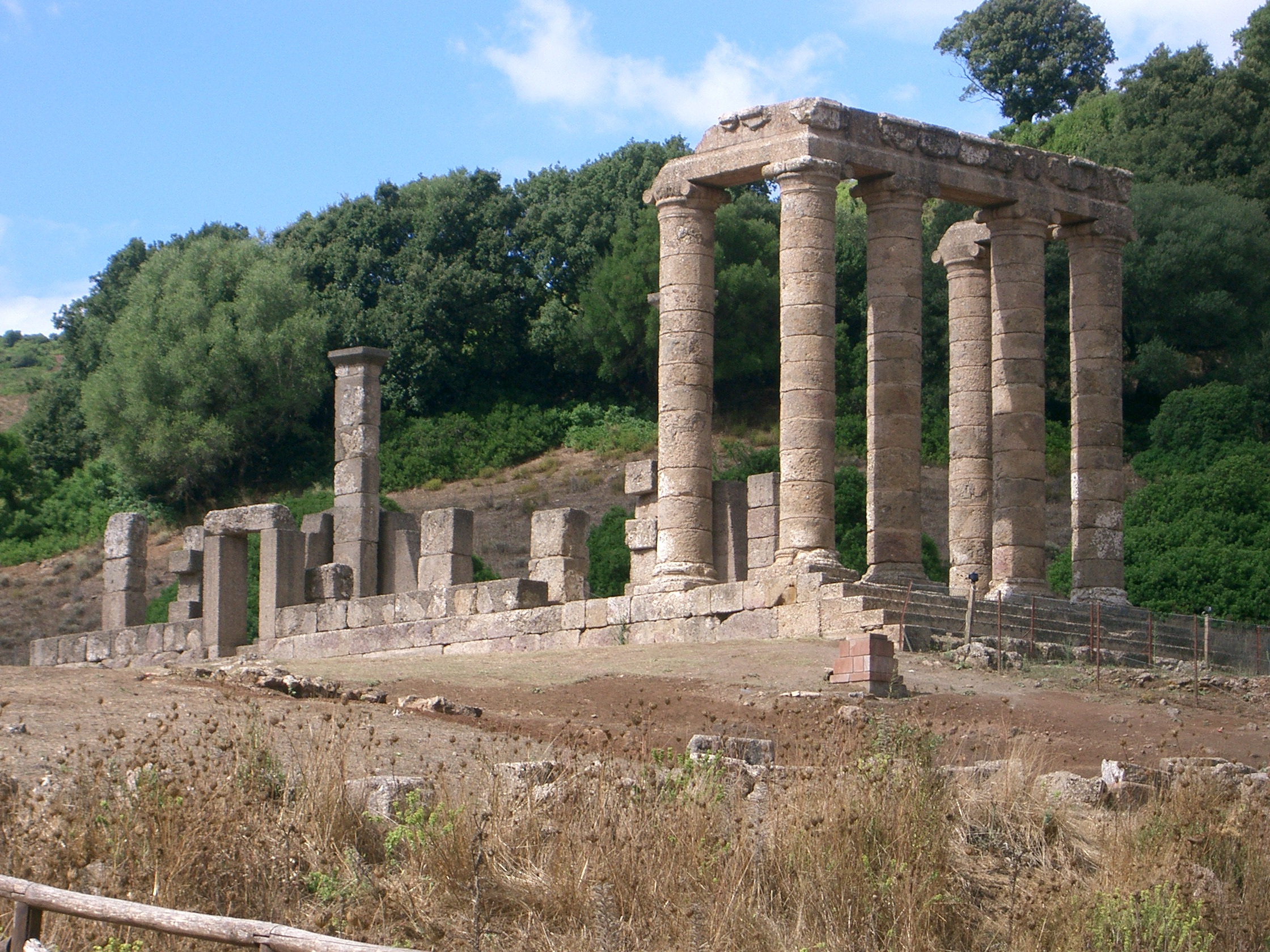
弗卢米尼马焦雷附近的安塔斯神殿

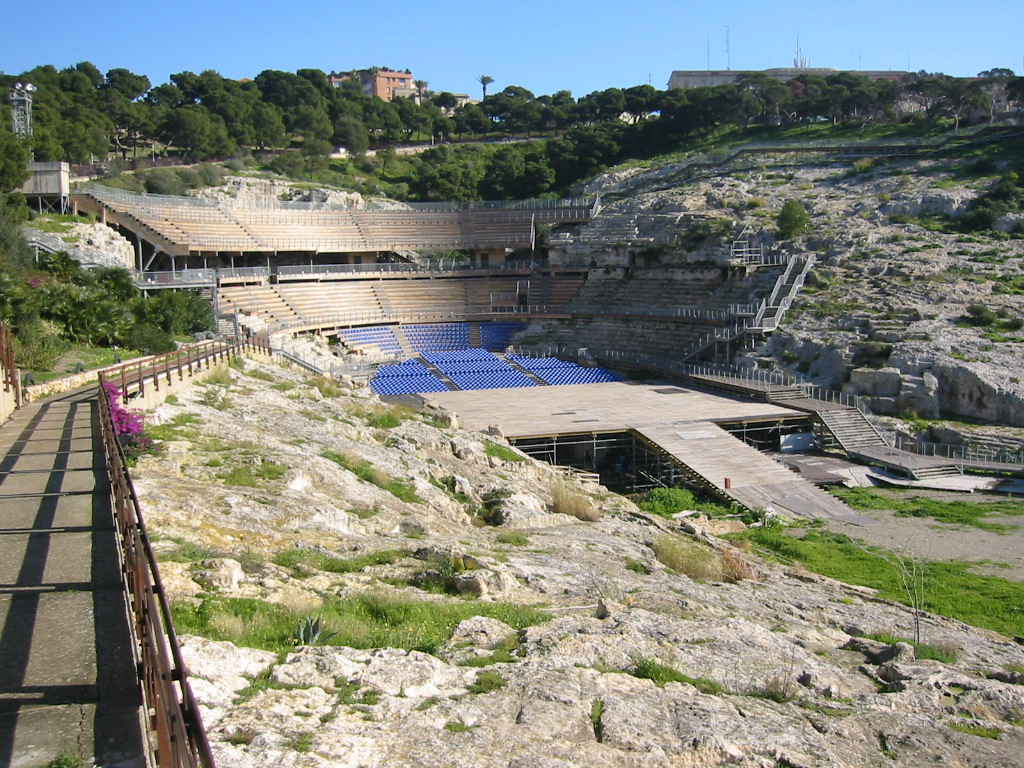
卡利里亚地区毁坏的古罗马圆形竞技场

由两名萨尔多-布匿贵族率领的反抗，在罗马于坎纳遭侵袭失败后（公元前216年）爆发。提图斯·曼利厄斯·托夸图斯（Titus Manlius Torquatus）率领23,000名士兵组成的一支罗马军队，与迦太基人-撒丁岛人联盟武装在岛的南部短兵相接，并取得胜利，屠戮了12,000名敌军。而住在内陆山上不受影响的所谓撒丁·佩里提人（“毛发覆盖的撒丁岛人”），与罗马殖民展开了长达1个多世纪的对抗，玛尔库斯·凯奇利乌斯·梅特路斯于公元前127年征服了他们。
在罗马的统治下，拉丁语成为大多居民使用的语言，最终发展为现代撒丁语。直到公元1世纪，布匿文化仍强盛。萨罗斯、诺拉、比西亚、安塔斯、蒙特·斯瑞现已成为建筑学家和城市规划研究的重要考古遗址。
罗马时期，地理学家托勒密 记录了撒丁岛上居住的部落，从北到南为：提布拉提和科尔西、科拉宋斯（Coracenses）、科闰斯（Carenses）和库努斯泰尼（Cunusitani）、萨尔西塔尼和鲁库多尼斯、萨荣尼斯、斯科皮塔尼（Scapitani）和斯库勒斯、那不勒斯和瓦伦蒂尼、索尔西塔尼和诺里塔尼。

公元212年，帝国中的所有居民，和所有撒丁岛人，在安东尼努斯赦令，即卡拉卡拉法下变成罗马公民，当时，多数撒丁岛人以及市镇和殖民地的成员，尽皆罗马市民，戴克里先王朝时期，约公元286年，撒丁岛还隶属于意大利郊区，在君士坦丁一世王朝统治下，公元324年，隶属于意大利郊区，直到公元456年被汪达尔人占领。

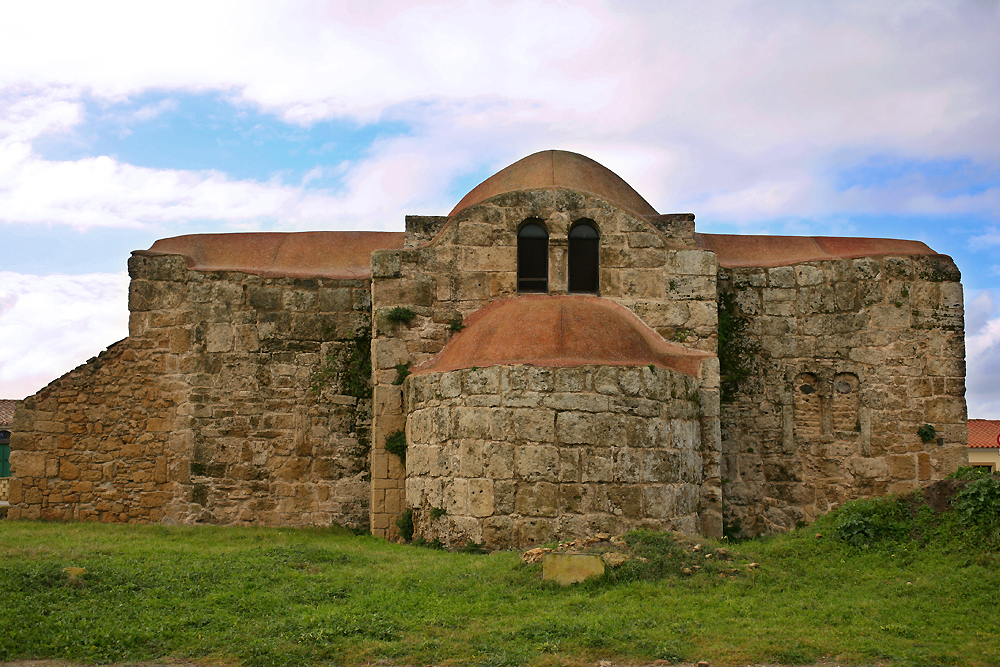
拜占庭时期圣乔万尼·迪·希尼斯教堂。

## 中期

### 汪达尔人、哥特人和拜占庭帝國
西罗马帝国衰落后，撒丁岛隶属于多个侵略者。456年，日耳曼部落汪达尔人佔據北非後，再派兵渡海占领了撒丁岛的沿海城镇。东罗马曾短暂收復撒丁島但并未持续太长时间，汪达尔人不久後恢復佔領島嶼及巩固了对非洲的要塞防御，如毛里。533年期间，撒丁岛人在哥特人格达斯（Goddas）的率领下发起叛变。
534年，当汪达尔瓦解的消息传来时，实力薄弱的汪达尔武装瞬间向東羅馬投降。其后，撒丁島变为了東羅馬帝国的一部分，当地的长官位于卡拉里斯。在哥特战争中，岛上的大部分地方轻易陷落给了东哥特人，但一支从迦太基出发的军队，最终在大陆的反抗中败了，确保了東羅馬控制权。同年，撒丁岛仍隶属于非洲总督，直到公元700年的北非落入阿拉伯帝国才得以结束。
这一时期，少数撒丁岛被人闻知的种族之一就是奥斯皮托尼族，巴巴里斯诺（巴巴吉亚族）的一支先锋。教皇格里高利一世的信件中提到，这座岛屿是一片并存着罗马化和基督化的地区（省名），内陆则盛行异教徒和半异教徒文化（巴巴里斯诺人）。其后的一个统治者奥斯皮托尼，在一次外交交流后于594年转信基督教。然而，基督教仍长期受东部和拜占庭文化的影响。

### 撒拉森入侵與獨立王國

萨丁尼亚之旗描述了基督教的象征圣十字勋章被数个被蒙住眼睛的萨拉森海盗人头围绕着。

705-706年，撒拉森人攻佔北非後，旋即开始侵扰撒丁島沿海城市。此后几个世纪，关于撒丁岛政治状况的详细资料十分稀少。因为撒拉森人的攻击，公元9世纪，在长达1,800年的军事占领后，奥斯皮托尼赞成放弃萨罗斯。卡拉里斯、波尔托托雷斯和多数其他沿海中心经历着相同的命运。从巴利阿里群岛传来一个消息，1015-16年，另一些由穆贾希德（拉丁语为穆塞拓）亲率的大量萨拉森海域攻击战中，撒拉森人试图侵入小岛，遭到撒丁吉乌蒂科提的拦截，教宗本笃八世统治下的比萨和热那亚海上联合国战舰通力协助。

四大吉乌蒂科提土著王国.

11世纪中期，撒丁島開始出现由法官統治的本土獨立王國。尤德克斯（即法官）的头衔是582年非洲总督产生后，对拜占庭总督一职的继承。8世纪和9世纪期间，这四个部分日渐从卡拉里斯独立出来，827年，穆斯林侵入西西里岛时，拜占庭就被从伊特鲁利亚海起全面截断。864年，教宗尼各老一世的来信中第一次提到撒丁岛法官，他们的自主权在此后教宗若望八世的信件中清晰，信中将他们定义为“王子”（诸侯）。司法时代的黎明期，撒丁岛上的居民为330,000人，其中的120,000人为自由身。这些受到当局权威的影响,当局又受法官（他们也统管司法权，也是军队的指挥官）的影响。教堂的权威也很强大，此间，它已全面放弃了东正教会。11世纪晚期，本笃会僧、卡马尔多利会僧，以及其他从意大利南部地区、伦巴第和普罗旺斯，特别是Montecassino、马赛的圣维克托、瓦隆布罗萨等修道院的僧侣，大大提高了这片极其不发达区域的农业。记载着产权交易的修道院目录，成为研究11世纪-12世纪小岛的资料来源。圣皮德罗-斯尔基修道院（Condaghi of San Pietro di Silki）的证据显示，在萨萨里、博纳尔卡多的圣玛利亚修道院引证出有关童工的举证，表明地区间不同的农业生活方式将影响到妇女的生存，可能会增加女婴的弑婴案。博纳尔卡多的圣玛利亚修道院的管区涵盖更多中心，田园经济占主导地位的丘陵地区，妇女在经济上的作用更小。该区的儿童，男女人口比例高度偏向男的。另一方面，在圣皮德罗-斯卡基地区，田园占地更少，儿童男女人口比例未出现反常。历史上曾有五个吉乌蒂科提土著王国：阿古里亚斯特拉、鲁古多罗、卡利亚里、阿尔伯雷亚和加卢拉。11世纪早期，阿古里亚斯特拉曾一度被卡利亚里、阿尔伯雷亚、鲁古多罗（可能还有加卢拉）合并。
格雷戈里改革的初创促使撒丁岛与大陆地区的高度联系，特别是法官试图和僧侣建立起在Montecassino和马赛的大陆性修道院。12世纪，撒丁吉乌蒂科提王国晦暗不明，但在迷雾的当下仍清晰可见。他们向罗马教廷表明忠诚，而被纳入天主教比萨总教区辖下，而取代岛上古老且处于主导地位的卡利亚里总教区。一些历史学家认为撒丁岛或多或少是卡利亚里教区下的一片神权政体区域，直到他们的统治权被比萨教区所替代。
两个教区间时常交战，吉乌蒂科提土著王国向比萨人和热那亚人做出了极大的商业让步。海上共和国成为撒丁岛经济的真正主宰者。
12世纪末期到13世纪，四个吉乌蒂科提土著王国的政权都递交给外国王朝，农民牧民家庭被降到了最低的地位。1185年，阿尔伯雷亚交给了加泰罗尼亚切尔维拉家族，虽然这在接下来的几十年间备受争议。1188年，卡利亚里被比萨共和国的马萨家族征服。1207年，加卢拉通过与维斯孔蒂家族的所有者伊琳娜结婚，而变成了另一个比萨家族。最后，在撒丁岛当局统治下只有鲁古多罗幸存。然而，它的结束仍是早的。1259年，随着最后一位司法官爱德拉西亚逝世，仅在其他吉乌蒂科提土著王朝和比萨废黜了卡利亚里最后一名统治者后，其政权转交给了热那亚。加卢拉存活的时间更长，但1288年，比萨维斯孔蒂的敌人很快撤除了最后一任法官——但丁·阿利盖里的朋友尼诺。约在同时期，萨萨里声明它是热那亚的自由亲密的盟军。14世纪早期，东撒丁岛的大部分区域在比萨统治者手上。而阿尔伯雷亚存活至1420年。撒丁岛中期，最闻名显著的人物是埃莉诺·阿尔伯雷亚，是14世纪晚期该区的联合统治者。她奠定的基础法典Carta de Logu沿用至1827年。

## 撒丁岛王国

### 阿拉贡王国的冠冕

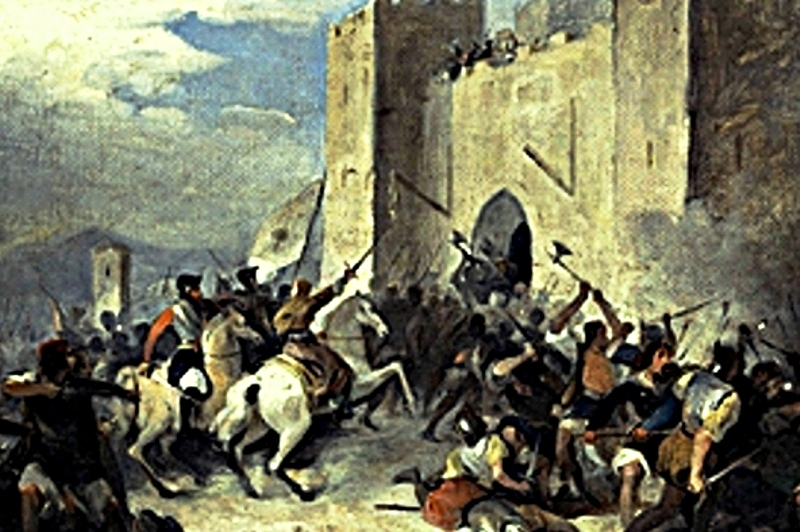
乔万尼·马尔基诺提描绘的桑卢里战役。

1323年，詹姆斯二世之子皮特统治下的阿拉贡人，在南撒丁岛伊格莱夏斯附近登陆。比萨人进行干预，但仍在水陆上被击败，被迫撤离卡利亚里和加卢拉地区，仅将他们防御堡垒维持在卡拉里。1353年，阿尔伯雷亚的玛利亚努斯四世，与多利亚家族结盟，向加隆人发起战争，在Decimum击败了他们并攻取了萨萨里，但未能攻占卡利亚里。桑卢里的和平（1355年，Peace of Sanluri）迎来了一段安宁的时期，但1395年，战争重燃，阿尔伯雷亚最初能攻取大部分岛屿。但是，1409年，阿拉贡人袭击了一艘前来支援撒丁人的战舰，并在桑卢里战役中摧毁了吉乌蒂科托军队。1410年3月29日，阿尔伯雷亚的首都陷落。阿尔伯雷亚最后一任法官，在1420年卖掉了他剩余的土地，换了100,000弗洛林。
独立的沦丧，固若金汤的阿拉贡（1479年后为西班牙）政权、匮乏的封建制度的引入，以及美国大陆的发现，都激起了撒丁岛势不可挡的衰退。在当地贵族奥利斯塔诺侯爵李奥纳多·阿拉贡的管辖下，出现了短暂的复苏期，15世纪79年代，他指挥击败了皇家军队，在此后的马科梅尔战役（1478年）中遭突袭，结束了撒丁岛独立的进一步希望。来自北非海盗持续不断的袭击和一系列的瘟疫（从1582年、1652年和1655年）进一步恶化了这一情形。
16世纪，西班牙沿着海岸建立起瞭望塔（今天称为西班牙塔，Spanish towers），保护小岛免遭土耳其的入侵。1637年，一支法国战舰洗劫了奥里斯塔诺。
1714年1700年-1720年间，撒丁岛备受争议。1714年被分配给查理六世统治后，腓力五世于1717年短暂地恢复了小岛，但在1720年，欧洲政权将西西里指派给查理六世，把撒丁岛指派给萨伏依家族，维托里奥·阿梅迪奥二世成为了撒丁岛的国王。

### 皮埃蒙特-萨丁尼亚

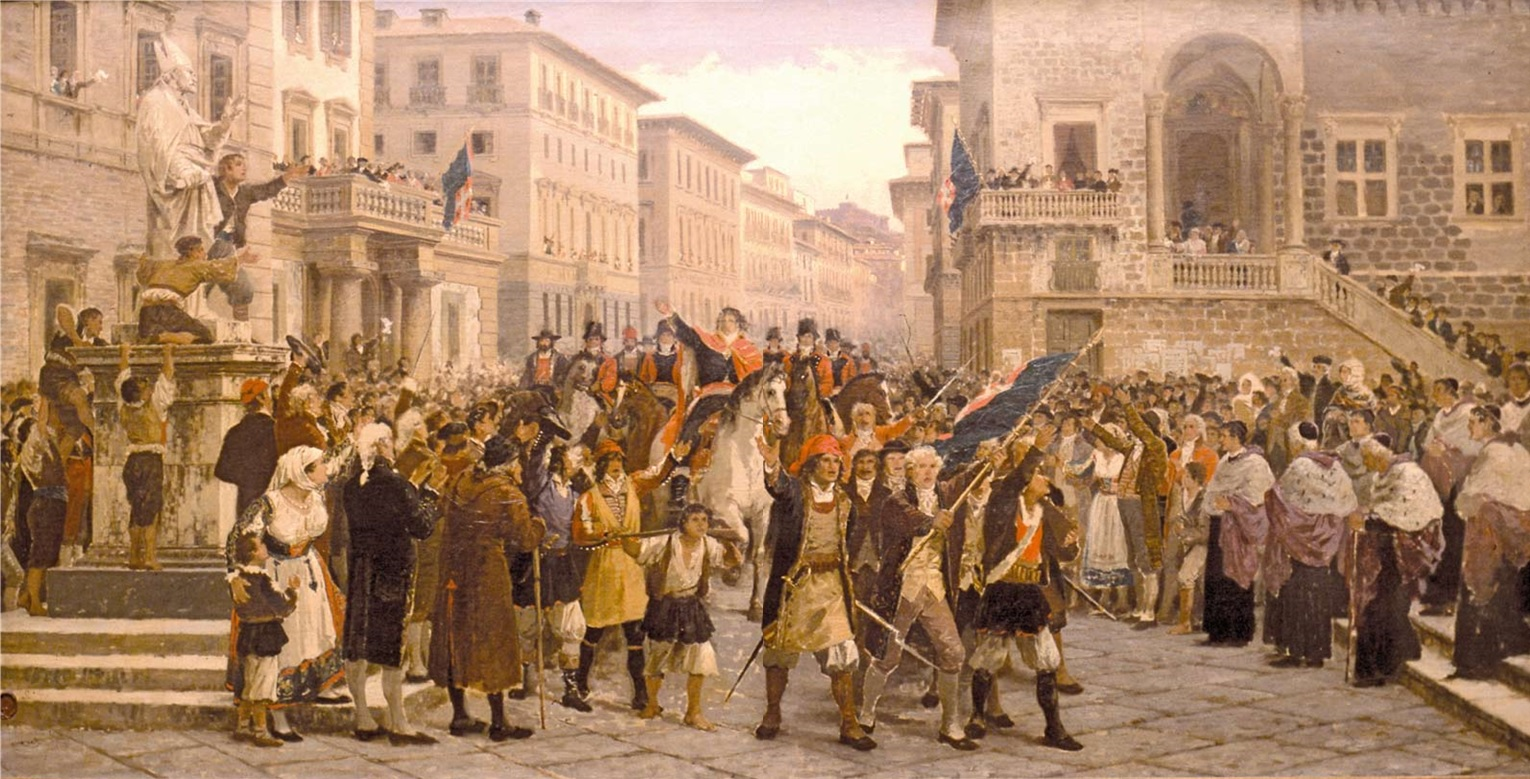
乔万尼·玛利亚·安焦尼，1795年进入到萨萨里的总督的间谍。

1793年，撒丁岛两次打败法国入侵者。1793年2月23日，多蒙尼科·米莱利雷率领撒丁舰船，击败了马达莱娜群岛附近的法国共和国舰队，包括法国拿破仑·波拿巴的中尉、年轻和未来的皇帝。米莱利雷领过第一枚意大利海军金质勇气勋章（Gold Medal of Military Valor）。同月，撒丁岛拦截了正登陆卡利亚里首都夸圖聖埃萊納海滩的法军。因为此次胜利，高贵的代表和教士（撒丁岛议会）向撒丁岛国王维克托·阿玛迪斯三世阐述了五个请求处理，但却遭到了拒绝。出于不满，1794年4月28日，卡利亚里起义期间，两名皮埃蒙特官员被害。这是遍及全岛抗议（名为“穆提撒丁革命”或“撒丁命运”，“Moti rivoluzionari sardi" or "Vespri sardi”）的开端，在将卡官员驱除出利亚里首都时达到了顶峰。1795年12月28日，萨萨里的叛乱者，多数来自鲁古多罗地区示威反对封建主义， 攻占城市。1796年2月13日，为了阻止叛乱的蔓延，菲利普·维瓦尔达总督将政权交给撒丁岛地方官乔瓦尼·玛利亚·安焦伊（Giovanni Maria Angioy）阿尔特诺的任务，这意味着替代了总督自身。安焦伊从卡利亚里搬到萨萨里，此旅期间，几乎所有村庄都参与了起义，要求结束封建主义，但他在失去大部分支持后，便逃亡巴黎，寻求和岛上法国政权的合并。
1799年，卡洛·艾曼努尔四世被法国军队逐出皮埃蒙特，便将王权转移至卡利亚里（他的兄弟和继位者维克托·皮埃蒙德仅在1814年返回都灵）。18世纪末期，萨萨里和卡利亚里恢复大学。1823年，维克托·皮埃蒙德一世(Victor Emmanuel I)下达“"Editto delle Chiudende”，废除所有大庄园社区的立法，引入公共财产。1847年，在查尔斯·阿尔伯特国王的统治下，撒丁岛、皮埃德蒙和所有其他地区之间完美融合，本应给王国内所有居民授予同等权利，王国变成了单一制国家，而未来的基本立法统一了意大利。

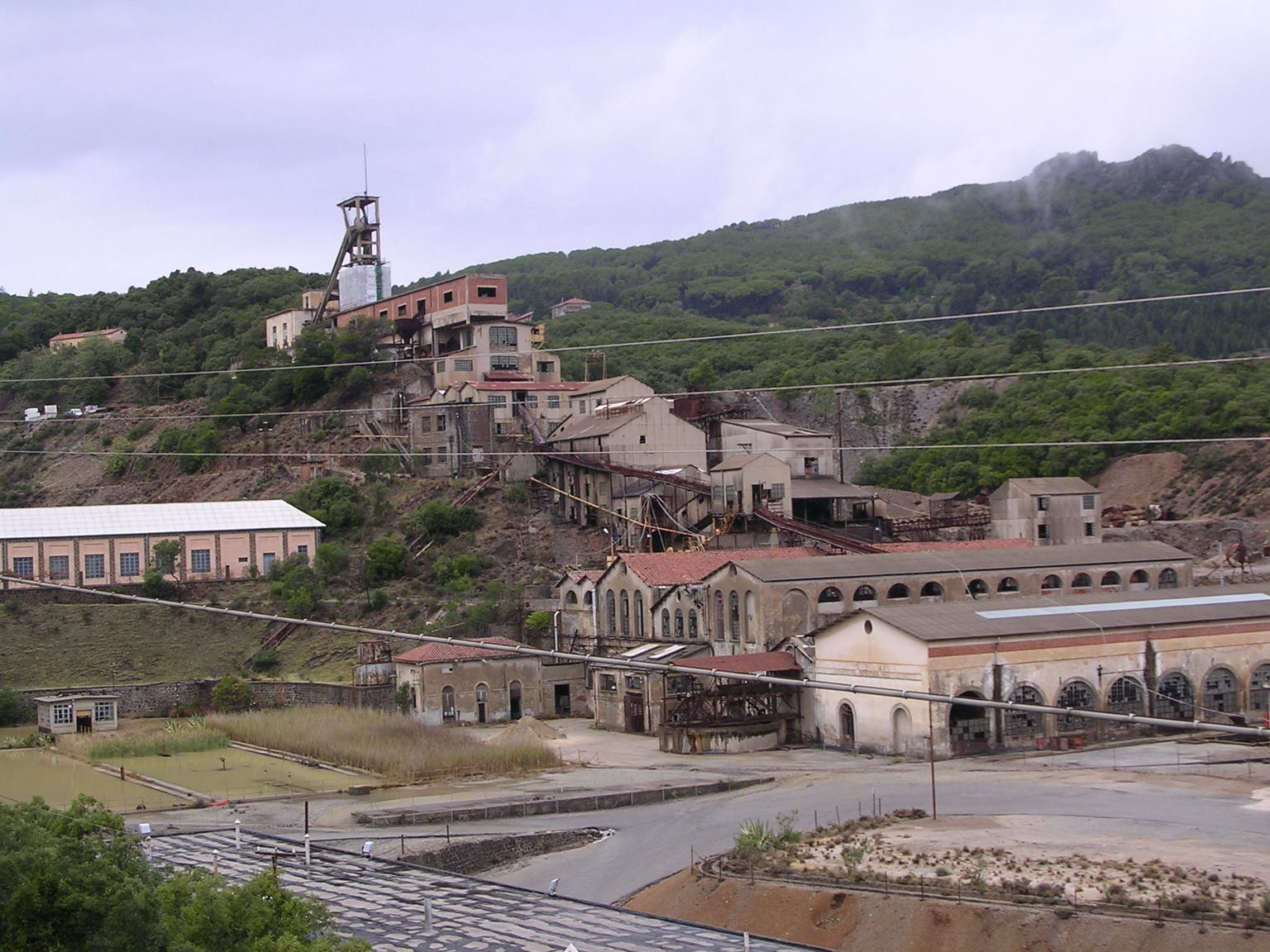
古斯皮尼 Montevecchio的矿区。

卡洛·阿尔贝托 国王统治下，建设起新的基础设施。从南（卡利亚里）到北（萨萨里）的主要道路得到加强（道路现今仍存在，沿用了卡洛·菲力切的命名）。同时，设立了撒丁岛和热那亚之间的第一条轮渡航线，用到类似“古尔纳拉”（Gulnara）的汽船。第一条铁路始建于1871年。20世纪末期，皇家铁道收到了30辆机车、106辆乘用车和436辆货运汽车。新城市计划和新村庄（如桑塔·特雷萨·迪·加卢拉）得以实现。他们通常效仿都灵的城市模式，这座城市迄今已成为意大利首都。
经济关注的主要领域（农业和牧羊业）和矿产。撒丁岛上运营的大多数矿区会社依靠非撒丁岛人的资本货币。1848年，撒丁岛的企业家乔万尼·安东尼奥·桑娜获得了蒙特维吉奥矿区的所有权，成为了这个王国中第三大首富。

## 意大利

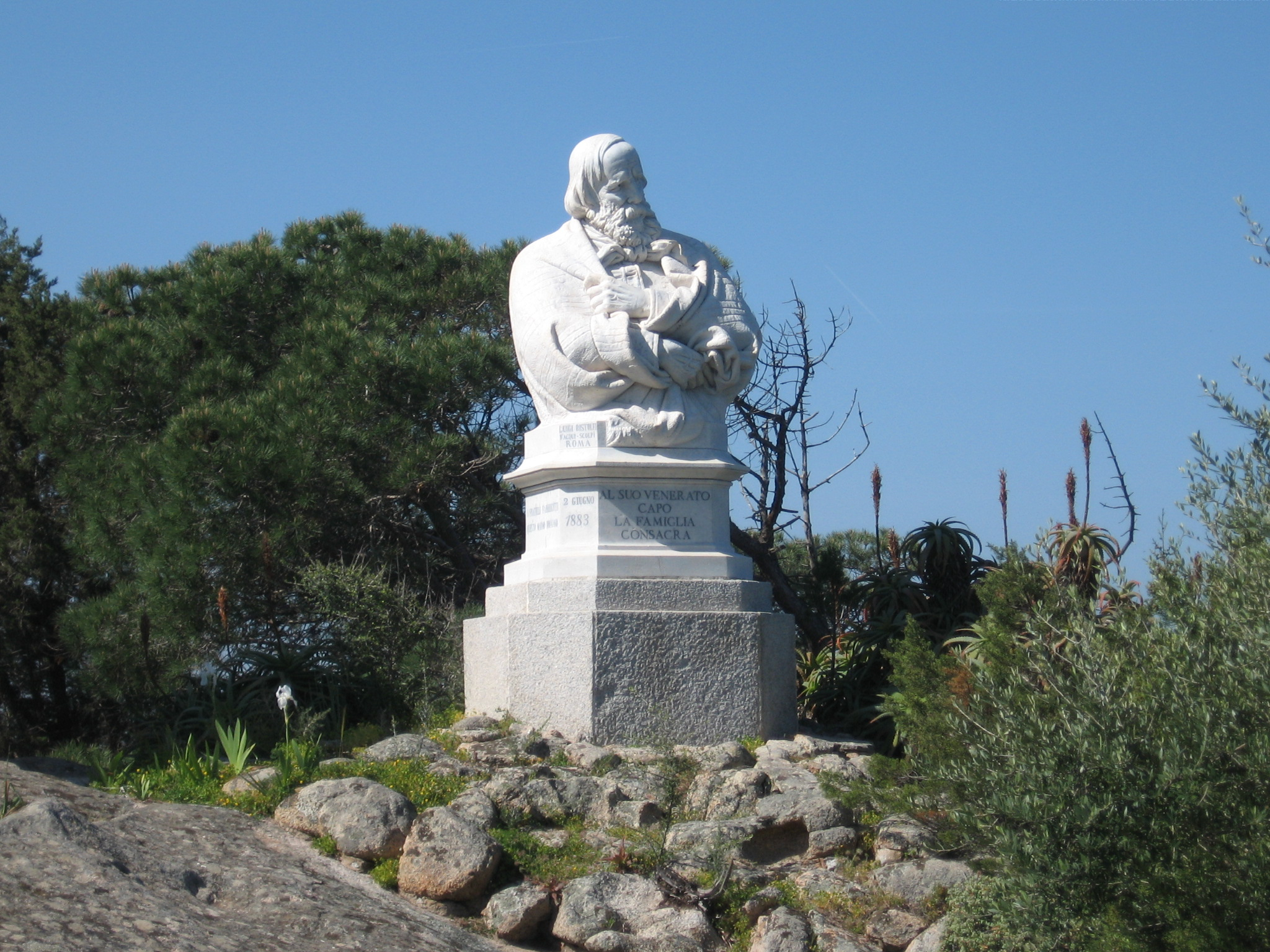
马来达纳群岛-卡普雷拉岛上的加里波第雕像。他的屋舍和农场成为萨丁尼亚博物馆中参观量最多的。

### 意大利王国
1861年，随着意大利的统一，萨丁尼亚王国变成了意大利王国。自1855年，民族英雄朱塞佩·加里波第买下了马达莱娜群岛中卡普雷拉岛的大部分地区，在他失去故乡尼斯后，搬迁到那里。他的房屋、农场和坟墓现已成为撒丁博物馆（Compendio Garibaldino）中最多人参观的。
1883年，第一条铁路在卡利亚里和萨萨里之间通车，在这几十年间，建起了意大利所有现代公共设施：道路、大坝、学校、下水道和沟渠，大多位于城市。
一战期间，萨萨里旅的撒丁士兵将他们和数个获得金牌和其他荣誉的士兵区分开来。战争之后，意大利议会通过了一项法案（称为la legge del milione），投入100万里拉的预算，为促进经济发展而开发基础设施。然而，只有一部分制定资金得以分配，并主要在卡利亚里。
1926年，作家格拉齐亚·黛莱达赢得了诺贝尔文学奖。

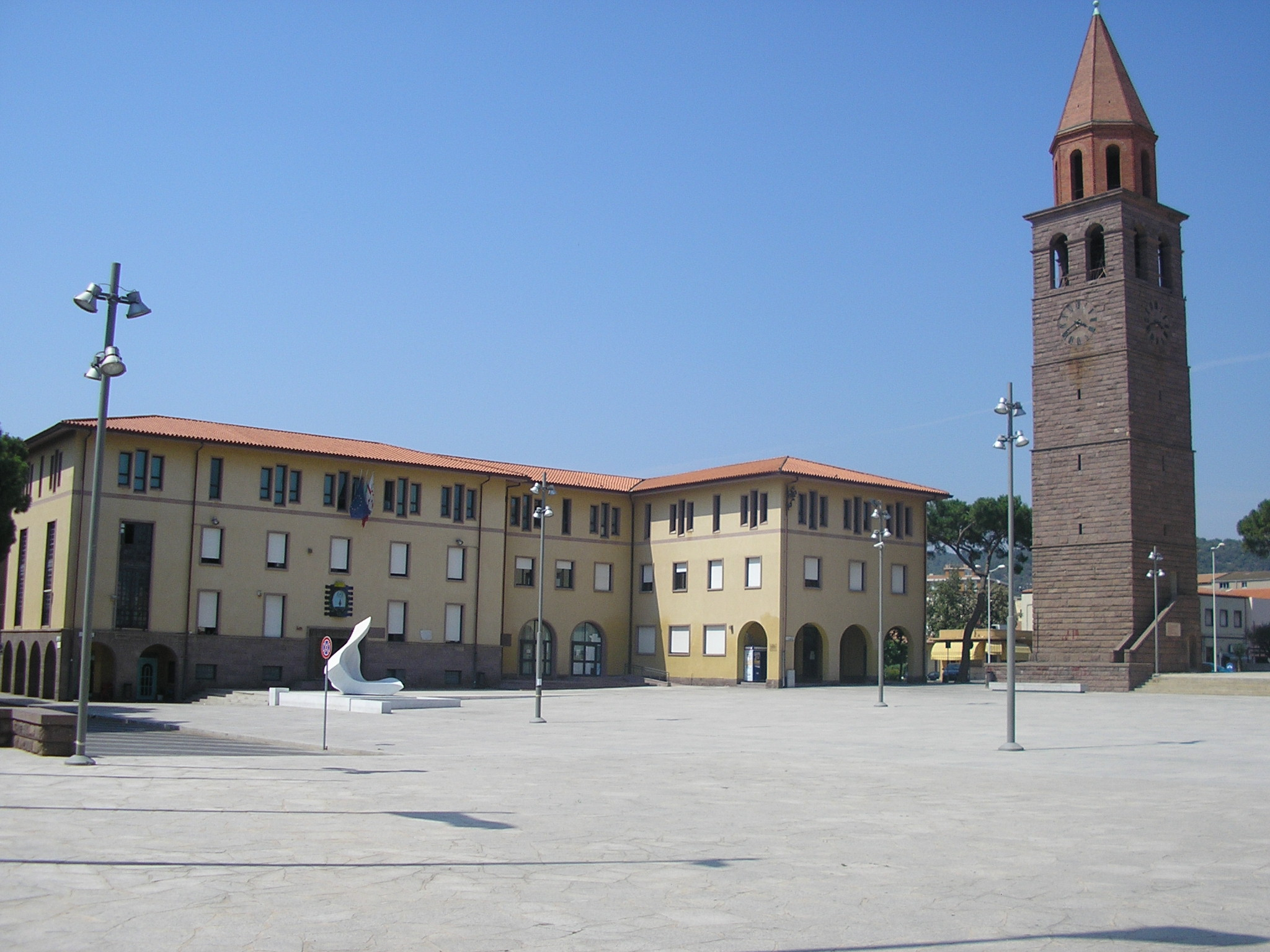
卡尔博尼亚的法西斯城市。

在法西斯和执行封闭政策期间，岛上的数个沼泽地被改造，并成立农业社区。主要的农业社区位于奥利斯塔诺地区，Mussolinia村（现称为阿尔伯雷亚）就坐落其上，该区与阿尔盖罗城相邻，努拉、费提里亚等区域也都有成立。那个时期，还建立了卡尔波尼亚城，该城是采矿的中心。大量废弃土地的干燥工作和采矿活动的恢复，受惠于当地居民和从威尼托而来的移民，二战之后，为伊斯特拉半岛和达尔马提亚的居民和南斯拉夫的移民。
法西斯政权反对者在该区镇压是残酷无情的。意大利共产党的成立人之一安东尼奥·葛兰西，遭到逮捕并锒铛入狱。无政府主义者米歇尔·斯基鲁在暗杀本尼托·墨索里尼失利后被处决。
二战期间，撒丁岛就是一个被轰炸的剧场。卡利亚里和阿尔盖罗遭严重轰炸。1943年，随着科西嘉岛上的德軍转移，撒丁岛上的战争全面结束， 撒丁岛和意大利南部成为自由意大利的一部分。

### 意大利共和国

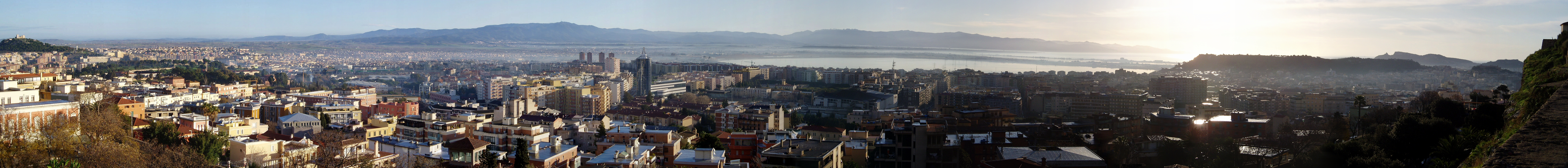
卡利亚里和首部部分地区的鸟瞰图。以及岛上最重要的经济中心萨萨里和奥尔比亚。

1946年，60%以上的撒丁岛人，以及意大利南部其他地区都投票支持君主制，但数天过后，意大利变成了一个共和国。1948年，撒丁岛获得了自治区地位。首个区域性选举于1949年5月8日举行。1951年，在洛克菲勒基金的支持下，该区成功消除了疟疾。同年，意大利经济奇迹促使了撒丁岛游客的“暴涨”，主要关注海滩度假和奢华旅游，如翡翠海岸。现在，每年岛上的游客数达约1000万人。

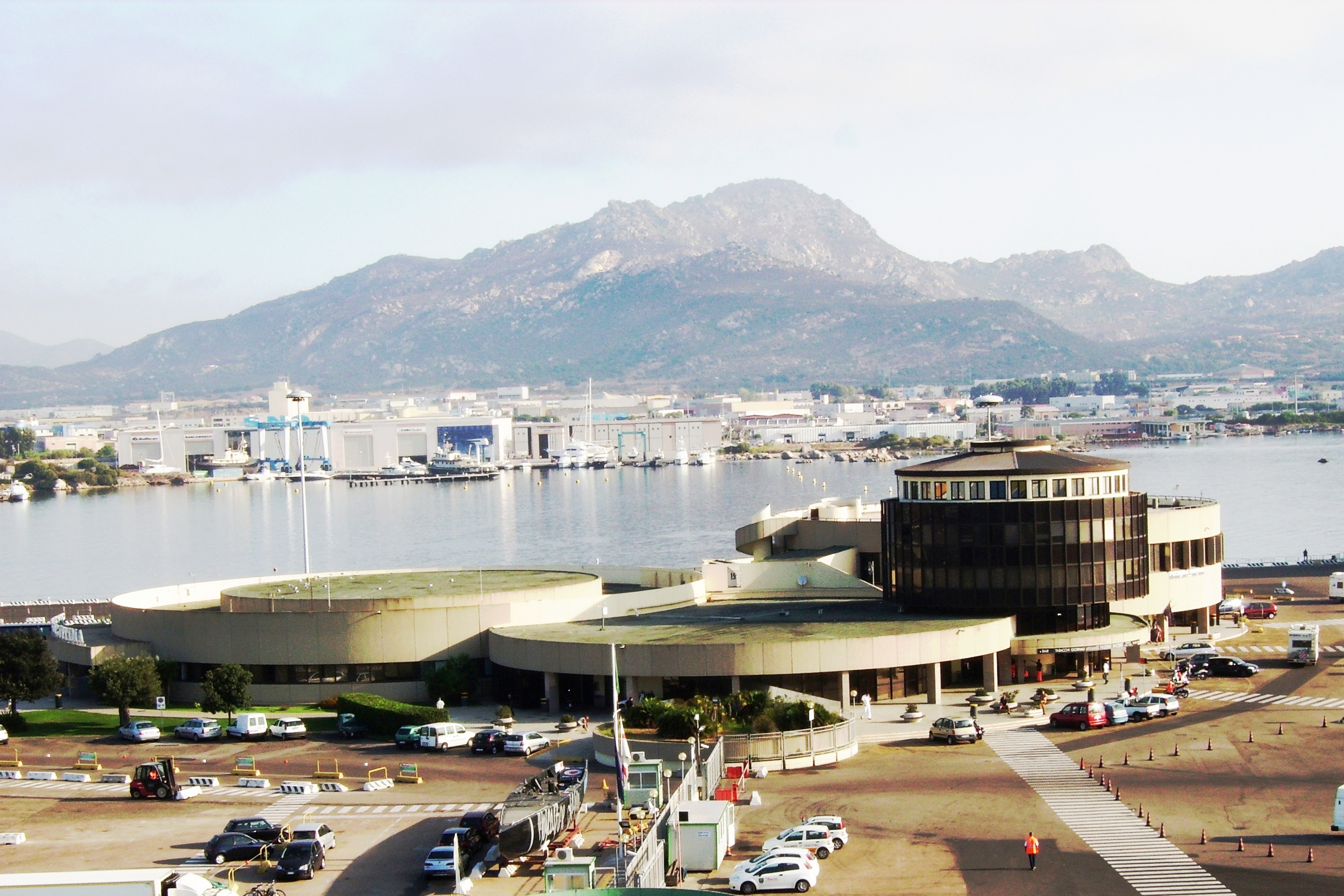
由于临近半岛以及加卢拉旅游业的发展，奥尔比亚成为意大利最繁忙的乘客港口。

随着旅游业的增长，煤的重要性逐渐下降。然而，二战后不久，展开了一次沉重的工业化努力，即所谓的“Piani di Rinascita”（重生计划），以岛上主要基础设施工程为起点。它包括了实现新大坝、公路、重新造林、沼泽地再利用的农业区以及大型工业综合体（主要为炼油厂和与石油相关的产业）。这些努力创造的就业因为巨额的运输成本无法补偿廉价的劳动力而大幅下降。20世纪50年代和60年代期间，许多撒丁岛人移民至意大利北部、中部（伦巴第、皮埃蒙德、力古里亚、托斯卡纳和罗马）和欧洲其他地区（主要是德国、法国和比利时），但也有从岛内迁移到沿海城市，如卡利亚里、奥尔比亚和萨萨里。20世纪60年代早期，随着石化业的产生，成千上万的前农民成为专业工人，一些在新军事基地工作，这些基地主要因北约而建立，占据了岛上大片区域。然而，自1973年，国际石油危机导致了石化业雇佣的成千上万个工人遭解雇。
经济危机和失业率加剧了犯罪率，如绑架、政治颠覆等现象不断出现得以证实。20世纪70年代和80年代间，一些共产团体曾进行过数次恐怖主义行动，最著名的巴尔巴吉亚·罗萨和撒丁反抗运动（Sardinian Fighting Movement）。
1983年，民族主义政党撒丁岛行动党（Partito Sardo d'Azione）的一名激进分子，被选为地区议会的会长。然而，20世纪80年代，数次独立运动诞生，90年代演变为政党。1999年，当地语言成为与意大利语齐肩的第二语言。

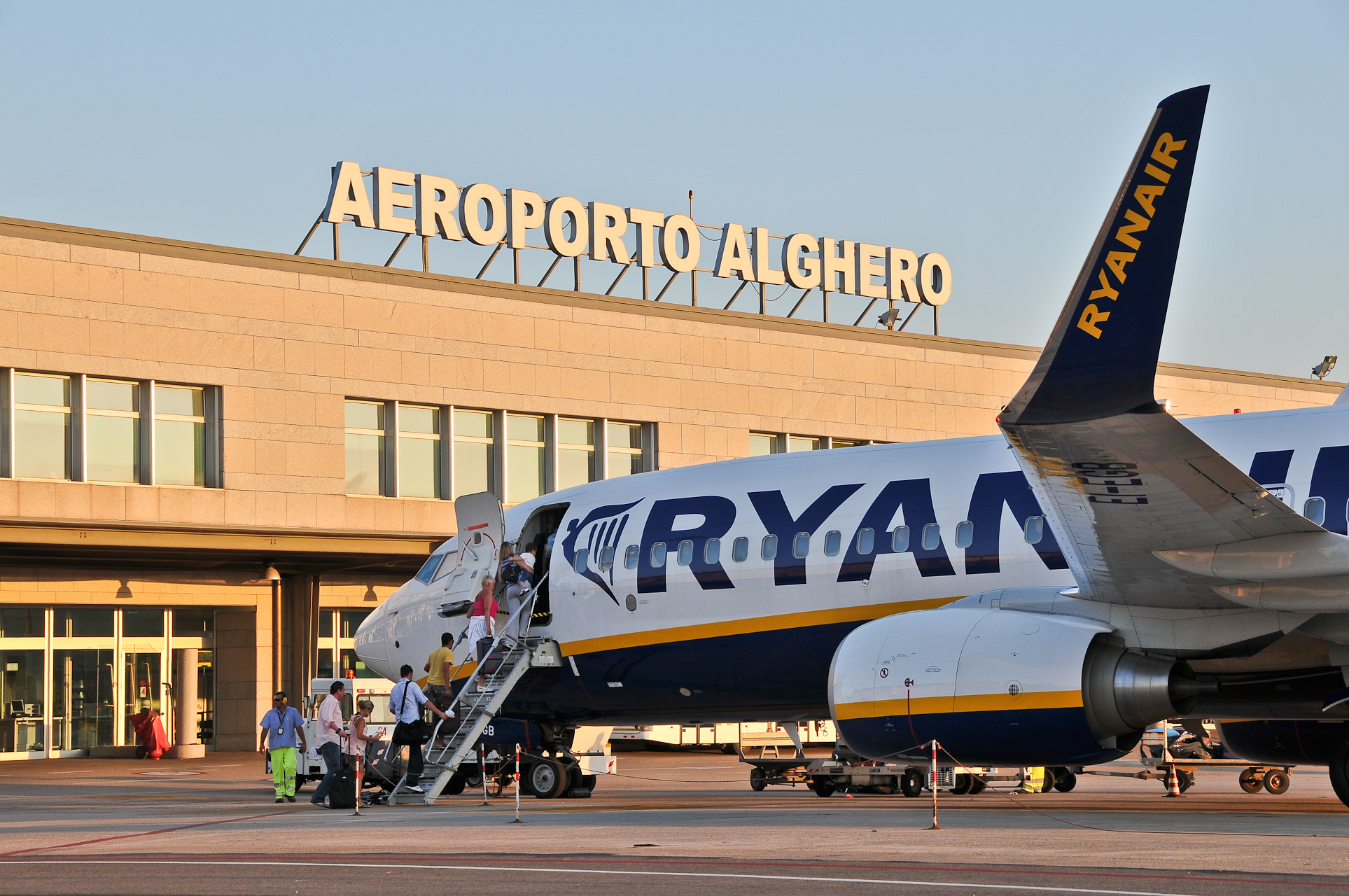
菲尔提利亚, 廉价的航空公司拥有着主要经济冲击力。

沿海地区与内陆的区别也是显而易见的。沿海地区一直对外界影响更加开放。时下，撒丁岛因其海岸（马达莱娜、翡翠海岸）而闻名，如萨萨里（阿尔盖罗、斯廷蒂诺、卡斯泰罗萨尔多）和卡利亚里附近的西北海岸，因为这些乘船和飞机都易于到达。
现今，撒丁岛是与欧盟同步的地区，具有多样化经济特色，主要集中在旅游业，近20年来经济上的努力减少了岛国状态的障碍，如低成本航空公司、信息和信息化技术，得益于CRS4（撒丁岛先进的学习、研究和发展中心），它开发出了意大利首个网站，并在1995年研发出邮件，促使岛上数个电信公司和互联网服务供应商的诞生，如1993年的Video On Line，1998年的Tiscali和1999年的Andala UMTS。

## 同见
- History of mining in Sardinia